# Croix de chemin de Malloué
La croix de chemin de Malloué est une croix catholique située à Malloué, en France.

## Localisation
La croix est située dans le département français du Calvados, sur la commune de Malloué. Elle est située sur les hauteurs des gorges de la Vire, à la jonction de deux chemins communaux.

## Description
La croix est datée du XVIIe siècle. Elle est ornée de coquillages gravés, qui semblent indiquer qu'elle se trouve sur l'un des chemins de Compostelle. Son socle est gravé d'un blason frappé d'un M, qui semble indiquer qu'elle a été érigée par la famille Merlet, seigneurs de Malloué au XVIIe siècle.

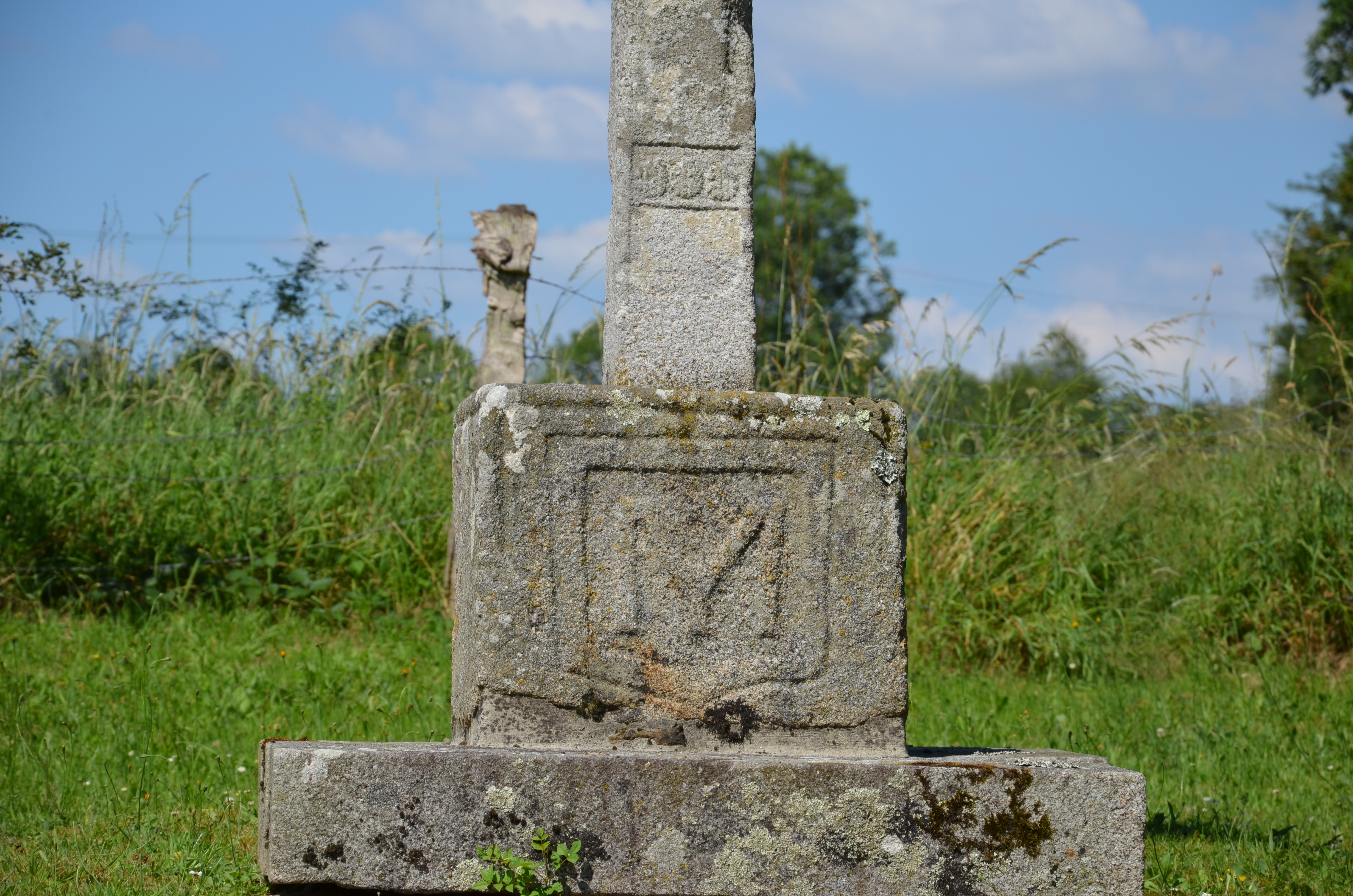
Socle avec blason.
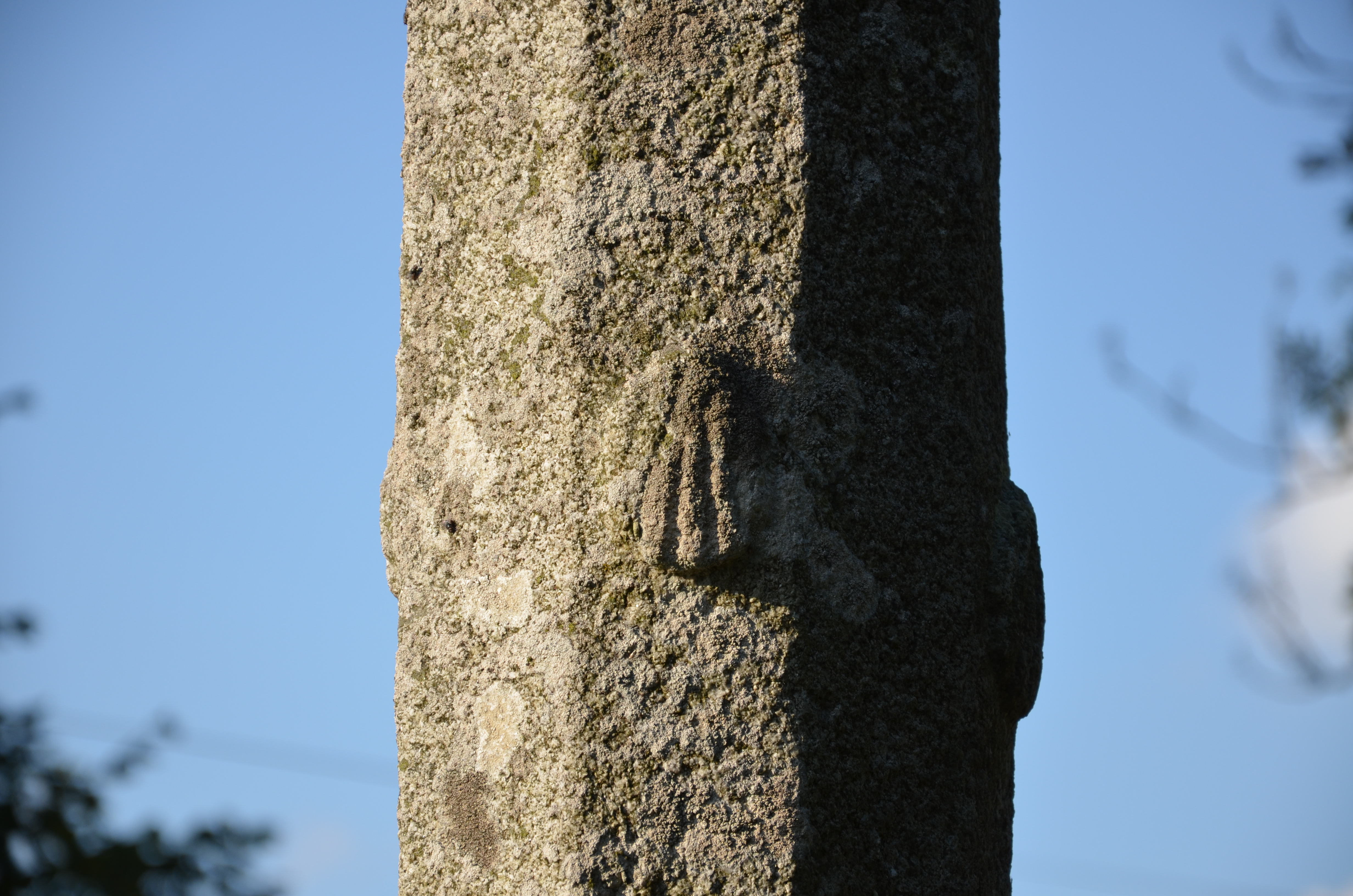
Coquillages gravés.
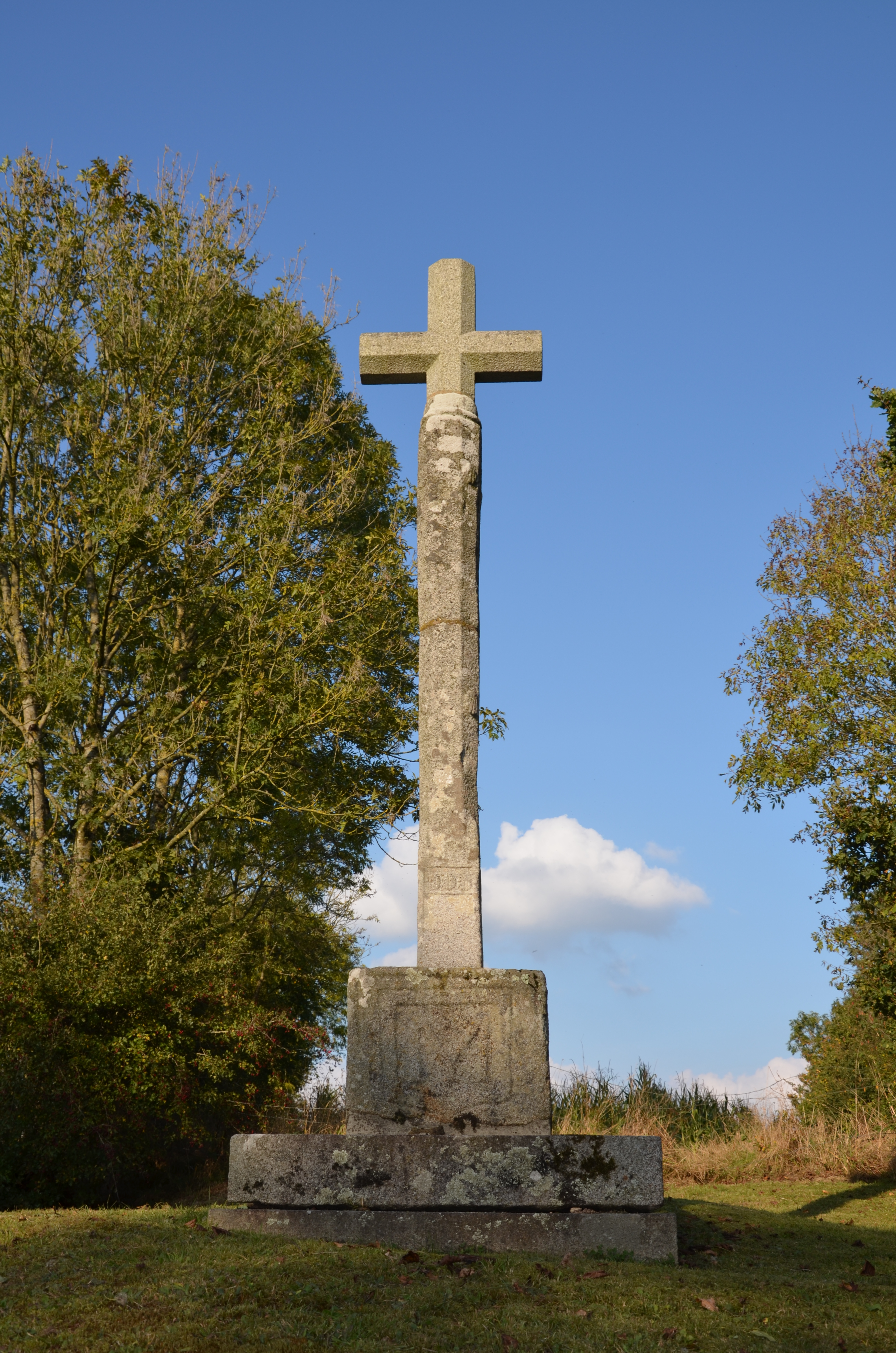
Vue d'ensemble.

## Historique
L'édifice est inscrit au titre des monuments historiques en 1970.